# Баз Лурманн
Марк Ентоні «Баз» Лурманн (англ. Mark Anthony "Baz" Luhrmann) (нар. 17 вересня 1962, Сідней, Новий Південний Уельс, Австралія) — австралійський режисер, сценарист, актор та продюсер. Володар премії BAFTA за фільм «Ромео + Джульєтта». За стрічку «Мулен Руж!» став номінантом премій «Оскар» та «Золотий глобус». Також номінувався на здобуття «Премії Тоні».

## Біографія
У дитинстві та юності Лурманн займався в балетній школі батька, але припинив заняття після розлучення батьків. Він закінчив австралійську школу кінематографії National Institute of Dramatic Art. Після закінчення школи зібрав театральну трупу The Six Years Old Company та працював над різними оперними постановками та мюзиклами. Успіх режисерові принесла постановка опери Пуччіні «Богема», яка йшла в Сіднейському оперному театрі з 1990 по 1996 рік.
В 1980-х він виконував ролі у фільмах «Зима наших надій» (1981) та «Темна кімната» (1982).
У 1992 році дебютував як режисер з фільмом «Строго за правилами», знятим за однойменною театральною постановкою. З цього фільму почалася своєрідна «Трилогія червоної завіси» Лурманна, яку доповнили фільми «Ромео + Джульєтта» та «Мулен Руж!».
Разом зі своєю дружиною Кетрін Мартін, з якою він працював над усіма своїми фільмами, заснував 1996 року кінокомпанію Bazmark Inc. Лурманн та Мартін одружилися 26 січня 1997 року та мають зараз двох дітей: Ліліан Аманда та Вільям Александр.
2002 року поставив «Богему» на нью-йоркському Бродвеї. У 2004 зняв рекламний ролик для Chanel No. 5 будинку моди Chanel з Ніколь Кідман у головній ролі. Баз був сценаристом 81-ї церемонії вручення кінонагород «Оскар».
В 2008 році випустив військову драму «Австралія» за участю Ніколь Кідман і Хью Джекмана.
У 2013 році на екрани вийшла чергова стрічка Лурманна — «Великий Гетсбі», екранізація у форматі 3D однойменного роману Френсіса Скотта Фіцджеральда.

## Фільмографія
- Строго за правилами (1992)
- Ромео + Джульєтта (1996)
- Мулен Руж! (2001)
- Австралія (2008)
- Великий Гетсбі (2013)
- Елвіс (2022)

Деякі актори зіграли у фільмах База Лурманна неодноразово:
|                   | Строго за правилами | Ромео + Джульєтта | Мулен Руж! | Австралія | Великий Гетсбі |
| ----------------- | ------------------- | ----------------- | ---------- | --------- | -------------- |
| Девід Венхем      |                     |                   | Х          | Х         |                |
| Артур Дігнам      |                     |                   | Х          | Х         | Х              |
| Леонардо ДіКапріо |                     | Х                 |            |           | Х              |
| Ніколь Кідман     |                     |                   | Х          | Х         |                |
| Ясек Коман        |                     |                   | Х          | Х         | Х              |
| Джон Легуізамо    |                     | Х                 | Х          |           |                |
| Тара Моріс        | Х                   |                   | Х          |           |                |
| Беррі Отто        | Х                   |                   |            | Х         | Х              |
| Джек Томпсон      |                     |                   |            | Х         | Х              |
| Пітер Уітфорд     | Х                   |                   | Х          |           |                |
| Білл Хантер       | Х                   |                   |            | Х         |                |